# 계창업
계창업(桂昌嶪, 일본식 이름: 桂昌嶪, 1916년 4월 27일 ~ 1999년 8월 3일)은 일제강점기와 대한민국의 법조인이다. 본관은 수안이다.

## 생애
평안북도 선천군 출신이며 경성제국대학을 졸업했다. 홍진기와 경성제대 동창이다. 1939년 고등문관시험 사법과에 합격한 뒤 평양지방법원 사법관시보, 해주지방법원 판사를 지내는 등 조선총독부 소속 판사로 근무했다.
대한민국에서는 변호사로 활동하다가, 제1공화국 말기인 1959년에 대한민국의 대법관으로 임명되어 1961년까지 약 2년 동안 재직했다. 1961년 4월, 3·15 부정선거의 책임자로 최인규가 사형 선고를 받은 재판의 재판장이었다.
1970년에는 새로 창설되어 책, 잡지 및 주간신문에 게재된 기사와 광고내용에 대한 검열을 시작한 한국간행물윤리위원회의 초대 회장을 맡았다. 1997년에 '자랑스러운 서울법대인'으로 선정된 바 있다.
2008년 발표된 민족문제연구소의 친일인명사전 수록예정자 명단 중 사법 부문에 포함되었다.

## 참고자료
- 계창업(桂昌業) - 국사편찬위원회
- “전대법판사 계창업씨 별세”. 조선일보. 1999년 8월 4일. 25면면.